# Lista siturilor arheologice din județul Neamț - O
Lista siturilor arheologice din județul Neamț - O conține toate siturile arheologice din județul Neamț înscrise în Repertoriul Arheologic Național (RAN) și aflate în localități al căror nume începe cu litera O. RAN este administrat de Ministerul Culturii și Patrimoniului Național și cuprinde date științifice, cartografice, topografice, imagini și planuri, precum și orice alte informații privitoare la zonele cu potențial arheologic, studiate sau nu, încă existente sau dispărute.
Puteți căuta un sit din localitățile care încep cu litera O folosind formularul de mai jos sau puteți naviga prin toate siturile din județ la Lista siturilor arheologice din județul Neamț.
| Cod RAN                                | Denumire | Localitate                     | Adresă        | Datare               | Descoperit | Coordonate                                    | Imagine           | Erori            |
| -------------------------------------- | --- | ------------------------------ | ------------- | -------------------- | ---------- | --------------------------------------------- | ----------------- | ---------------- |
| 123932.01.01                           | Așezarea neo-eneolitică fortificată de la Oglinzi-"Cetățuia" / ansamblu anonim (Categorie: locuire civilă) (Tip: Așezare)     | sat Oglinzi, comuna Răucești   | Cetățuia      | Starčevo - Criș      |            |                                               | Încărcați imagine | Raportați eroare |
| 123932.01.02                           | Așezarea neo-eneolitică fortificată de la Oglinzi-"Cetățuia" / ansamblu anonim (Categorie: locuire civilă) (Tip: Așezare)     | sat Oglinzi, comuna Răucești   | Cetățuia      | ceramicii liniare    |            |                                               | Încărcați imagine | Raportați eroare |
| 123932.01.03                           | Așezarea neo-eneolitică fortificată de la Oglinzi-"Cetățuia" / ansamblu anonim (Categorie: locuire civilă) (Tip: Așezare)     | sat Oglinzi, comuna Răucești   | Cetățuia      | Cucuteni             |            |                                               | Încărcați imagine | Raportați eroare |
| 123932.02.01                           | Situl arheologic de exploatare a sării de la Oglinzi - "Băi" / ansamblu anonim (Categorie: exploatare/carieră) (Tip: Așezare) | sat Oglinzi, comuna Răucești   | Băi           | Starčevo - Criș      |            |                                               | Încărcați imagine | Raportați eroare |
| 123932.02.02                           | Situl arheologic de exploatare a sării de la Oglinzi - "Băi" / ansamblu anonim (Categorie: exploatare/carieră) (Tip: Așezare) | sat Oglinzi, comuna Răucești   | Băi           | Precucuteni          |            |                                               | Încărcați imagine | Raportați eroare |
| 123932.02.03                           | Situl arheologic de exploatare a sării de la Oglinzi - "Băi" / ansamblu anonim (Categorie: exploatare/carieră) (Tip: Așezare) | sat Oglinzi, comuna Răucești   | Băi           | Cucuteni             |            |                                               | Încărcați imagine | Raportați eroare |
| 123932.03.01                           | Așezarea epocii bronzului de la Oglinzi - "Fața Slatinei" / ansamblu anonim (Categorie: locuire civilă) (Tip: Așezare)        | sat Oglinzi, comuna Răucești   | Fața Slatinei | Noua                 |            |                                               | Încărcați imagine | Raportați eroare |
| 123932.04.01                           | Așezarea Cucuteni de la Oglinzi-Lăzăreni / ansamblu anonim (Categorie: locuire civilă) (Tip: Așezare)                         | sat Oglinzi, comuna Răucești   | Lăzăreni      | Cucuteni             |            |                                               | Încărcați imagine | Raportați eroare |
| 121643.01.01                           | Situl arheologic de la Oșlobeni- La Hulpoi / ansamblu anonim (Categorie: locuire) (Tip: Așezare)                              | sat Oșlobeni, comuna Bodești   | La Hulpoi     | sec. II-III          |            | 47°03′07″N 26°24′33″E / 47.05194°N 26.40917°E | Încărcați imagine | Raportați eroare |
| 121643.01.02                           | Situl arheologic de la Oșlobeni- La Hulpoi / ansamblu anonim (Categorie: locuire) (Tip: Așezare)                              | sat Oșlobeni, comuna Bodești   | La Hulpoi     | Corlăteni - Chișinău |            | 47°03′07″N 26°24′33″E / 47.05194°N 26.40917°E | Încărcați imagine | Raportați eroare |
| 121643.01.03                           | Situl arheologic de la Oșlobeni- La Hulpoi / ansamblu anonim (Categorie: locuire) (Tip: Așezare)                              | sat Oșlobeni, comuna Bodești   | La Hulpoi     | Noua                 |            | 47°03′07″N 26°24′33″E / 47.05194°N 26.40917°E | Încărcați imagine | Raportați eroare |
| 121974.01.01 (Cod LMI: NT-I-s-B-10523) | Așezarea medievală de la Orțăști - "La Temelie" / ansamblu anonim (Categorie: locuire civilă) (Tip: Așezare)                  | sat Orțăști, comuna Drăgănești | La Temelie    | sec. XIV - XV        |            | 47°19′00″N 26°21′00″E / 47.31667°N 26.35°E    | Încărcați imagine | Raportați eroare |